# Decatur (New York)
Decatur è un comune degli Stati Uniti d'America, situato nello Stato di New York, nella contea di Otsego.